# Salis Abdul Samed
Salis Abdul Samed (* 26. März 2000 in Accra) ist ein ghanaischer Fußballspieler, der aktuell beim RC Lens unter Vertrag steht und als Leihspieler beim AFC Sunderland spielt.

## Karriere
Samed begann seine fußballerische Ausbildung in der JMG Academy in Ghana, wo er bis 2019 spielte. Für die Saisons 2019/20 und 2020/21 wurde er an den französischen Zweitligisten Clermont Foot verliehen. Bei einer 0:1-Niederlage gegen den FC Valenciennes wurde er am 30. August 2019 (6. Spieltag) eingewechselt und gab somit sein Profidebüt in der Ligue 2. Insgesamt spielte er in der ersten Leihspielzeit sechsmal in Liga und Ligapokal. 2020/21 kam er zu sechs Ligaspielen und stieg mit Clermont in die Ligue 1 auf. Am 8. August 2021 (1. Spieltag) debütierte er über die vollen 90 Minuten in der höchsten französischen Spielklasse gegen Girondins Bordeaux. Am 3. April 2022 (30. Spieltag) schoss er gegen den FC Nantes bei einer 2:3-Niederlage auch schon sein erstes Tor in der höchsten französischen Spielklasse. Bei Clermont war er gesetzt und kam auf insgesamt 31 Saisoneinsätze und ein Tor.
Im Sommer 2022 verließ der Ghanaer Clermont Foot und wechselte für fünf Millionen Euro ligaintern zum RC Lens.
Im Sommer 2024 wurde er für ein Jahr an den AFC Sunderland verliehen.

## Erfolge
Clermont Foot
- Aufstieg in die Ligue 1: 2021